# 賓夕法尼亞州最高法院
賓夕法尼亞州最高法院（Supreme Court of Pennsylvania）是美國賓夕法尼亞州的最高法院。賓州最高法院還聲稱是美國最古老的上訴法院，這項聲稱受到麻薩諸塞州最高法院的質疑。賓夕法尼亞州最高法院於1684年開始作為地方的法院，隨後將其作為賓夕法尼亞州的“最高法院”在1722年正式重組為一個獨立於英王室總督控制權的實體。目前，賓夕法尼亞州最高法院維持自由裁定的複審，這意味著法院可以選擇接受哪些案件、與賓夕法尼亞州法院原管轄區的某些上訴；但強制性死刑上訴除外。這種自由裁定的複審允許法院對賓夕法尼亞州的法律形成及解釋施予強大的影響。

## 外部連結
- Pennsylvania Unified Court System page on the Supreme Court （页面存档备份，存于）
- (賓夕法尼亞州的)州法院,Commonwealth court （页面存档备份，存于）

40°15′51″N 76°53′01″W / 40.264260°N 76.883578°W